# کنار برکه‌ها
کنار برکه‌ها فیلمی به کارگردانی یدالله نوعصری و نویسندگی مهدی عصام، قاضی ربیحاوی، یدالله نوعصری ساختهٔ سال ۱۳۶۵ است.

## بازیگران
- حسین محجوب
- فرزانه کابلی
- شهرام اژند
- سیاوش طهمورث
- معصومه تقی‌پور
- پروین حضرتی
- محمود نظرعلیان
- محمد پورستار
- جواد حاجی زاده
- کریم نشاط
- اصغر بایومی